# Junxattus
Junxattus là một chi nhện trong họ Salticidae.